# 比嘉春潮
比嘉 春潮（ひが しゅんちょう、1883年（明治16年）1月9日 - 1977年（昭和52年）11月1日）は沖縄県西原町出身の沖縄史の研究者、社会運動家、エスペランティスト。

## 経歴
中頭郡西原間切翁長（現在の西原町）出身。駱氏支流三世・駱氏比嘉家（系祖・駱国用、玉城筑登之親雲上春紀）の後裔。系祖・春紀の次女・真鍋樽金は、尚質王の妻（宮城阿護母志良礼、号・恵室）となり、五男・尚弘徳（勝連御殿元祖）を産んだ。
1906年（明治39年）に沖縄師範学校卒業後、小学校教諭となり、1914年（大正3年）には玉城小学校校長となったが、1910年に伊波普猷と知り合って彼が唱える「沖縄学」に関心を抱くようになる。後に河上肇とも知り合って社会主義にも関心を抱くようになる。
1918年（大正7年）に教諭を辞めて「沖縄毎日新聞」「沖縄朝日新聞」の記者となり翌年には沖縄県吏となるが、船上で柳田國男と知り合い、1923年（大正12年）県庁を辞して上京、改造社に入社、出版部主任となった。その傍ら柳田の下で民俗学を研究、それを元に自らの沖縄学研究を深め、伊波らと共に南島談話会に参加した。
戦後は沖縄人連盟の発起人の一人となるとともに、他の在京の沖縄出身知識人とともに沖縄文化研究会を結成して一貫して沖縄学の振興と沖縄返還の実現のための活動に努めた。
エスペラントとは師範学校時代に出会い、仲原善忠のすすめにより本格的に学習。日本エスペラント協会（日本エスペラント学会の前に存在した運動団体）に入会する。1920年代、中立主義によらず労働者のためのエスペラント運動を唱えるSAT（国民性なき全世界協会）の影響を受け、プロレタリア・エスペラント運動の中心人物のひとりとなった。戦時中、時局迎合の姿勢を強めていく日本エスペラント学会を「ぼくの考えているエスペラント運動ではない」として脱会。戦後には、ベトナム戦争に抗議して焼身自殺したエスペランチスト・由比忠之進の追悼集会の発起人となった。

## 関東大震災での受難
1923年（大正12年）9月に起きた関東大震災の際には、淀橋（現・新宿区）に住んでいた。震災後、数日経った夜、自警団が自宅を訪問し、「朝鮮人だろう」「ちがう」「ことばが少しちがうぞ」「僕は沖縄の者だから君たちの東京弁とはちがうはずじゃないか」と押し問答になった。
身の危険を感じ、淀橋署に奄美大島出身の巡査がいたことから、警察で白黒つけようと持ちかける。しかし、連れて行かれたのは近所の交番で、ここでも同じやりとりを繰り返しているうちに、日本刀を持った自警団の一人が「ええ、面倒くさい。やっちまえ」と怒鳴った。それでも何とか淀橋署に行くことになり、無事で済んだ。
また、行方が分からなくなっていた甥の春汀は、「朝鮮人だ」と叫ぶ自警団にこん棒で殴られ、頭に包帯を巻き、血糊をこびりつかせた状態で飯田橋署に留置されていた。

## 年譜
- 1906年 - 沖縄にて小学校教諭となる[1]。
- 1917年 - 那覇および首里にてエスペラント講習会を指導[12]。
- 1919年 - 沖縄県庁に入庁[1]。
- 1923年 - 東京にて改造社に編集者として就職[1]。
- 1945年12月 - 沖縄人連盟の発起人の一人となる。

## 著書
- 『沖縄の歴史』沖縄タイムス社、1959年。
  - 『沖縄の歴史 新稿』三一書房、1970年。
- 『沖縄の歳月 自伝的回想から』中央公論社〈中公新書〉、1969年。
  - 『比嘉春潮―沖縄の歳月 自伝的回想から』 人間の記録：日本図書センター 1997
- 『蠹魚庵漫章』勁草書房、1971年。
- 『比嘉春潮全集 第1巻 歴史編Ⅰ』沖縄タイムス社、1971年。
- 『比嘉春潮全集 第2巻 歴史編Ⅱ』沖縄タイムス社、1971年。
- 『比嘉春潮全集 第3巻 文化・民俗編』沖縄タイムス社、1971年。
- 『比嘉春潮全集 第4巻 評伝・自伝編』沖縄タイムス社、1971年。
- 『比嘉春潮全集 第5巻 日誌・他』沖縄タイムス社、1973年。

### 共著
- 『沖縄』 霜多正次、新里恵二共著  岩波新書 1963
- 『沖縄の犯科帳』 崎浜秀明共編訳 平凡社 東洋文庫 1965
- 『山村海村民俗の研究』 大間知篤三・柳田國男・守随一共編 名著出版 1984